# Fernandinho (calciatore 1997)
Fernandinho, pseudonimo di Fernando José Marques Maciel (São Luís, 19 luglio 1997), è un calciatore brasiliano, attaccante del Ceará.

## Caratteristiche tecniche
È un'ala destra.

## Carriera
Cresciuto nel settore giovanile del Sampaio Corrêa, debutta in prima squadra il 24 gennaio 2016 in occasione dell'incontro del Campionato Maranhense perso 2-0 contro l'Araioses; il 22 giugno seguente fa anche il suo debutto a livello professionistico giocando il match di Série B pareggiato 0-0 contro il Luverdense.
Successivamente passa al Noroeste dove rimane per pochi mesi prima di essere prestato all'Internacional, dove però viene impiegato nel settore giovanile; dopo un breve ritorno al Noroeste si trasferisce al Bahia dove debutta nel Brasileirão nel match perso 2-0 contro il Grêmio.
Nel 2020 viene acquistato dal Joinville con cui disputa il Campionato Catarinense 2020 per poi trasferirsi alla Chapecoense.

## Statistiche
Statistiche aggiornate al 26 giugno 2021.

### Presenze e reti nei club
| Stagione        | Squadra         | Campionato      | Campionato | Campionato | Coppe nazionali | Coppe nazionali | Coppe nazionali | Coppe continentali | Coppe continentali | Coppe continentali | Altre coppe | Altre coppe | Altre coppe | Totale | Totale | Totale |
| Stagione        | Squadra         | Comp            | Pres       | Reti       | Comp            | Pres            | Reti            | Comp               | Pres               | Reti               | Comp        | Pres        | Reti        | Pres   | Reti   |        |
| --------------- | --------------- | --------------- | ---------- | ---------- | --------------- | --------------- | --------------- | ------------------ | ------------------ | ------------------ | ----------- | ----------- | ----------- | ------ | ------ | ------ |
| 2016            | Sampaio Corrêa  | PD/MA+B         | 3+7        | 0+1        | CB              | 0               | 0               |                    | -                  | -                  | CdN         | 0           | 0           | 10     | 1      |        |
| 2017            | Sampaio Corrêa  | PD/MA+C         | 2+0        | 0          | CB              | 0               | 0               |                    | -                  | -                  | CdN         | 1           | 0           | 3      | 0      |        |
| 2017            | Noroeste        | A3/SP           | 9          | 1          |                 | -               | -               |                    | -                  | -                  |             | -           | -           | 9      | 1      |        |
| 2017            | Internacional   | PD/RS+B         | 0          | 0          | CB              | 0               | 0               |                    | -                  | -                  |             | -           | -           | 0      | 0      |        |
| 2018            | Internacional   | PD/RS+A         | 0          | 0          | CB              | 0               | 0               |                    | -                  | -                  |             | -           | -           | 0      | 0      |        |
| 2018            | Noroeste        | A3/SP           | 2          | 0          |                 | -               | -               |                    | -                  | -                  |             | -           | -           | 2      | 0      |        |
| 2018            | Bahia           | PD/BA+A         | 0+2        | 0          | CB              | 0               | 0               |                    | -                  | -                  |             | -           | -           | 2      | 0      |        |
| 2019            | Bahia           | PD/BA+A         | 1+0        | 0          | CB              | 0               | 0               |                    | -                  | -                  |             | -           | -           | 1      | 0      |        |
| 2020            | Joinville       | PD/SC+D         | 9+0        | 2+0        |                 | -               | -               |                    | -                  | -                  |             | -           | -           | 9      | 2      |        |
| 2020            | Chapecoense     | PD/SC+B         | 0          | 0          | CB              | 0               | 0               |                    | -                  | -                  |             | -           | -           | 0      | 0      |        |
| 2021            | Chapecoense     | PD/SC+A         | 15+5       | 2+0        | CB              | 2               | 0               |                    | -                  | -                  |             | -           | -           | 22     | 2      |        |
| Totale carriera | Totale carriera | Totale carriera | 55         | 6          |                 | 2               | 0               |                    | -                  | -                  |             | 1           | 0           | 58     | 6      |        |

## Palmarès

### Club

#### Competizioni statali
- Campionato Maranhense: 1

Sampaio Corrêa: 2017
- Campionato Catarinense: 1

Chapecoense: 2020
- Campeonato Cearense: 1

Ceara: 2025

#### Competizioni nazionali
- Campeonato Brasileiro Série B: 1

Chapecoense: 2020